# Oberea batoensis
Oberea batoensis är en skalbaggsart. Oberea batoensis ingår i släktet Oberea och familjen långhorningar.

## Underarter
Arten delas in i följande underarter:
- O. b. batoensis
- O. b. nigrata